# Deiregyne pseudopyramidalis
Deiregyne pseudopyramidalis är en orkidéart som först beskrevs av Louis Otho Otto Williams, och fick sitt nu gällande namn av Leslie Andrew Garay. Deiregyne pseudopyramidalis ingår i släktet Deiregyne, och familjen orkidéer. Inga underarter finns listade i Catalogue of Life.